# Hội đồng Kinh tế Quốc gia (Hoa Kỳ)

Con dấu của Văn phòng Điều hành Tổng thống.

Hội đồng Kinh tế quốc gia là một cơ quan của Chính phủ Hoa Kỳ, nằm trong Văn phòng Tổng thống Hoa Kỳ, có chức năng điều phối việc lập chính sách kinh tế đối nội và đối ngoại của Hoa Kỳ, đảm bảo các chính sách kinh tế phù hợp với các mục tiêu và nghị sự của Tổng thống, giám sát việc thi hành các chương trình nghị sự kinh tế của Tổng thống. Cơ quan này do Tổng thống Hoa Kỳ đời thứ 42 Bill Clinton lập ra vào năm 1993.
Người đứng đầu Hội đồng này là đích thân Tổng thống Hoa Kỳ. Song việc điều hành Hội đồng trên thực tế được giao cho Thư ký Hội đồng (Director of National Economic Council). Có hai phó thư ký, một người phụ trách mảng kinh tế trong nước, một người phụ trách mảng kinh tế quốc tế và đối ngoại. Thành viên thường xuyên của Hội đồng gồm bao gồm các bộ trưởng về kinh tế (ngoại giao, tài chính, nông nghiệp, thương mại, lao động, phát triển nhà và đô thị, năng lượng, giao thông vận tải). Ngoài ra, Hội đồng còn có các thành viên không thường xuyên, gồm Cục trưởng Cục Bảo vệ môi trường, Chủ tịch Hội đồng tư vấn kinh tế của Tổng thống, Giám đốc Văn phòng Quản lý và ngân sách, Đại diện Thương mại Hoa Kỳ, các trợ lý Tổng thống về chính sách đối nội, an ninh quốc gia, chính sách khoa học và công nghệ.

### Danh sách các đời Thư ký Hội đồng
- Robert Rubin (1993-1995)
- Laura D'Andrea Tyson (1995-1996)
- Gene Sperling (1996-2000)
- Lawrence Lindsey (2001-2002)
- Stephen Friedman (2002-2005)
- Allan Hubbard (2005-2007)
- Keith Hennessey (2007-2009)
- Lawrence Summers (2009-nay)

### Danh sách Phó Thư ký phụ trách mảng kinh tế trong nước
- Gene Sperling (1993-1996)
- Sally Katzen (1998-1999)
- William Dauster (1999-2000)
- Sarah Rosen Wartell (2000)
- D. Marc Sumerlin (2001-2002)
- Keith Hennessey (2002-2007)
- Charles Blahous III (2007-2008)

### Danh sách Phó Thư ký phụ trách mảng kinh tế quốc tế
- Daniel Tarullo (1993-1998)
- Lael Brainard (1998-2000)
- Gary Edson (2001-)